# Západosibiřská rovina
Západosibiřská rovina (rusky Западно-Сибирская равнина, Zapadno-Sibirskaja ravnina, kazašsky Батыс сібір жазығы, Batys sibir žazyğy) je rovina, jež zabírá západní část Sibiře a rozlohu zhruba 3 miliony km².
Hranice roviny tvoří pouze přírodní prvky:
- severní – Severní ledový oceán (Karské moře)
- západní – úpatí pohoří Ural
- východní – řeka Jenisej
- jižní – Kazašská pahorkatina a předhůří Altaje

## Geologie
Celá oblast je tvořena kvartérními aluviálními sedimenty, které se zde ukládají od začátku kenozoika (již 65 milionů let). Plochý povrch byl modelován masou ledovce, který se zde objevil v každém glaciálu. Sedimentární povahu nížiny určují také vodní toky, jejichž koryta se v průběhu času přemisťovala, a proto se v různých částech nížiny objevují podobné fluviální sedimenty.
Na sedimentech se vytváří často podmáčené půdy (gleje a oglejené půdy), v jižní partii pak zasahují do nížiny zbytky kazašských černozemních půd.
Jako doplněk struktury jsou zde poměrně bohatá ložiska ropy, zemního plynu a na západní hranici také uhlí (okolí Uralu).

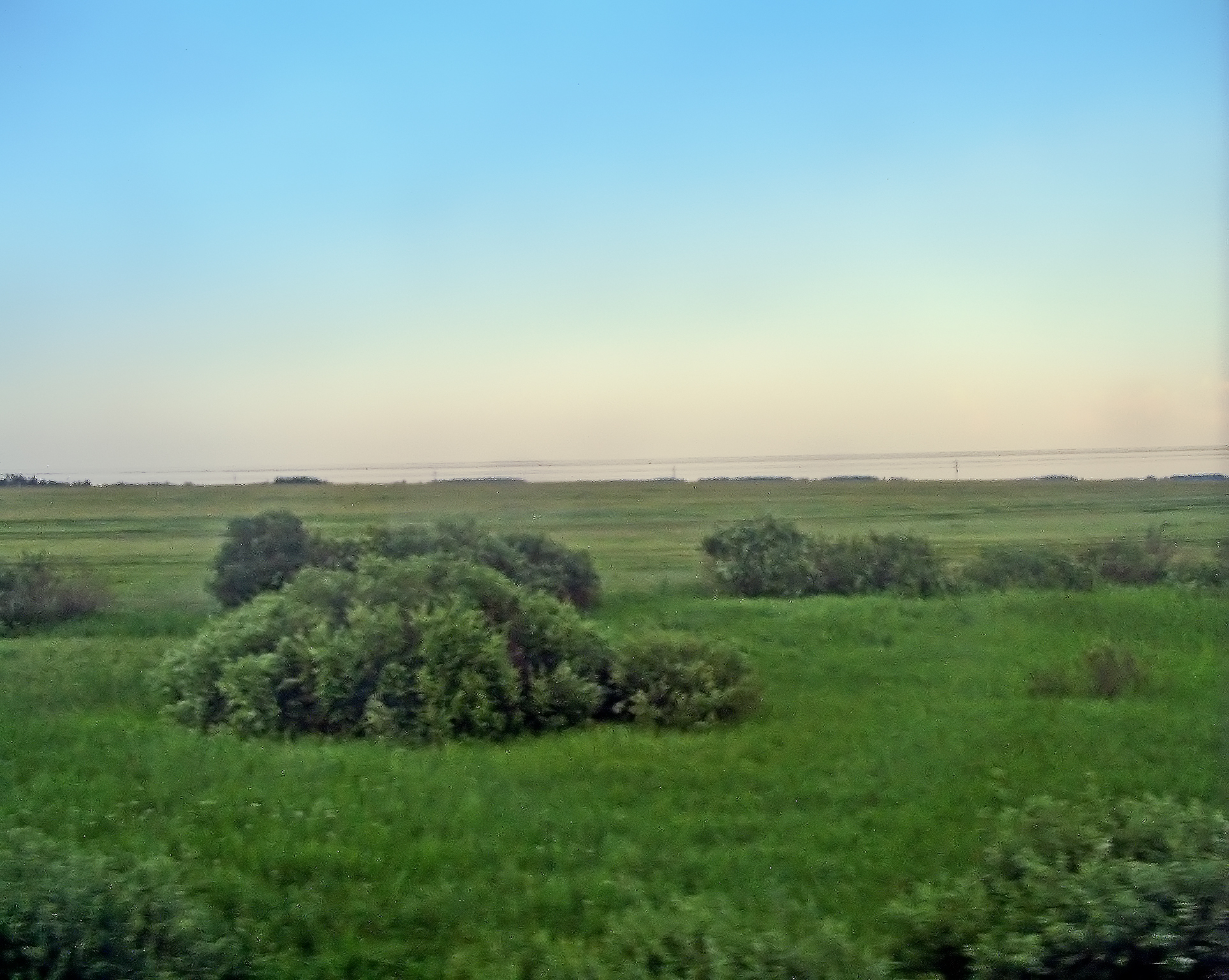
Pohled na povrch roviny (podél Transsibiřské magistrály)

## Geografie

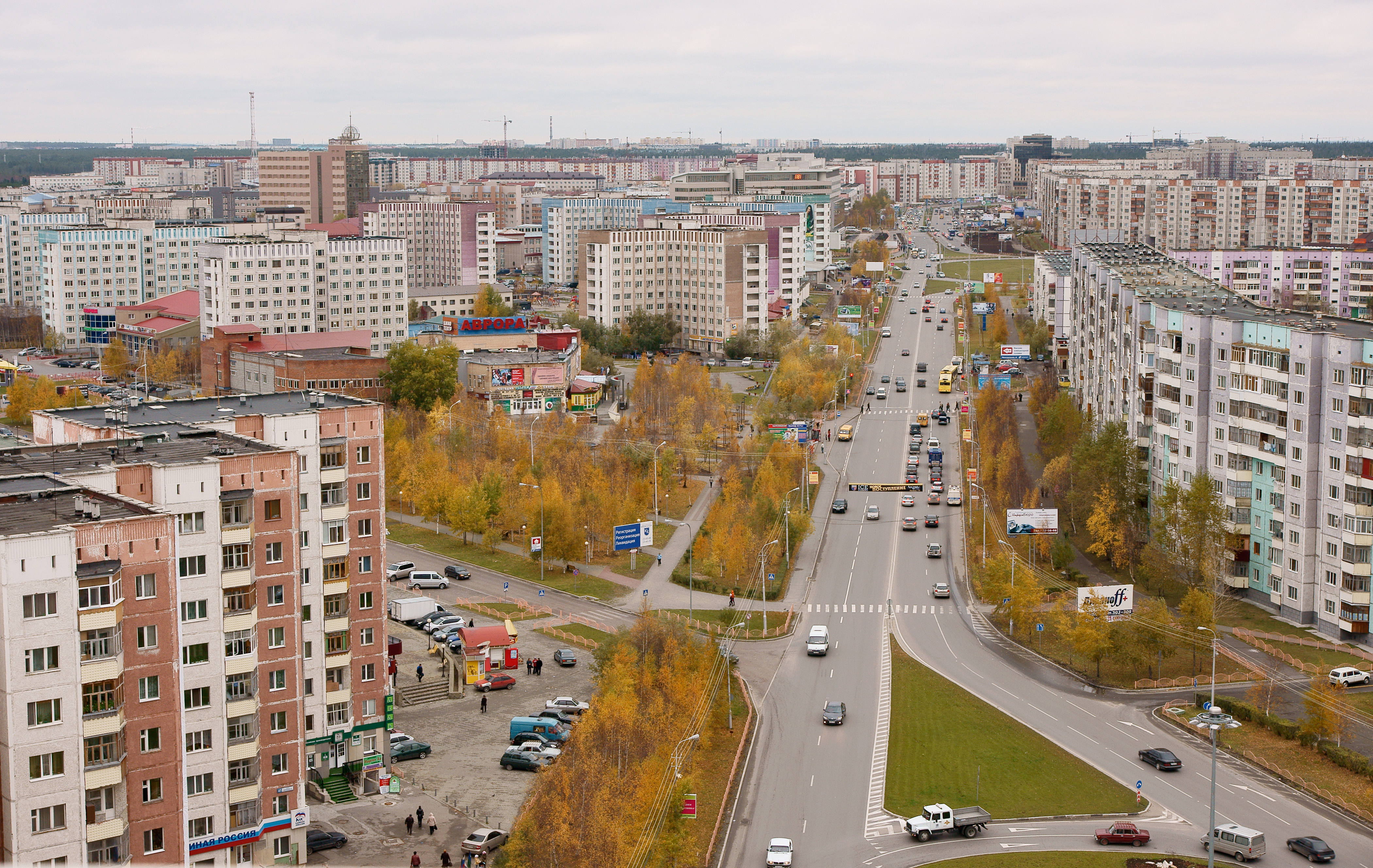
Typická zástavba sibiřského města (Surgut)

V prostoru Západosibiřské roviny se nachází převážně nížina (zhruba polovina plochy leží do 100 m n. m.). Rovina dosahuje krajních rozměrů 2400 km ve směru od Severního ledového oceánu k Altaji a 1900 km od Uralu k Jeniseji.
Biosféra je zde velice pestrá, nachází se zde biosférické pásy od tundry přes tajgu a lesostepi po stepi.
Nejvýraznějším krajinným prvkem je voda, která zde má podobu toků (řeky Ob, Irtyš, hraniční Jenisej a mnoho dalších) a vodních ploch. Oblast Západní Sibiře bývá označována za největší jezerní plošinu světa. Velké množství vody je po většinu roku vázáno v půdě, a sice v podobě permafrostu. Právě jeho letní tání umožňuje vznik tisíců malých vodních ploch a mnoha bažin.
U západosibiřského klimatu se začíná projevovat zvyšující se kontinentalita, zejména v rozdílu teplot v zimních a letních měsících.

### Členění
- Jamal (Ямал)
- Gydanský val (Гыданская гряда)
- Dolnojenisejská vrchovina (Нижнеенисейская возвышенность)
- Dolnoobská nížina (Нижнеобская низменность)
- Sibiřské pahorky (Сибирские увалы)
- Turuchanská nížina (Туруханская низменность)
- Hornotazovská vrchovina (Верхнетазовская возвышенность)
- Středoobská nížina (Среднеобская низменность)
- Jenisejská rovina (Енисейская равнина)
- Ketsko-tymská rovina (Кетско-Тымская равнина)
- Kondinská nížina (Кондинская низменность)
- Vasjuganská rovina (Васюганская равнина)
- Išimská step (Ишимская равнина)
- Barabinská step (Барабинская низменность)
- Kulundská step (Кулундинская равнина)

## Osídlení
V drsných klimatických podmínkách se lidská sídla nevyskytují příliš často. Důvodem jejich vzniku byly v minulosti zásoby nerostných surovin (ropa, uhlí). Typickým znakem sibiřských měst je vysoká koncentrace obyvatelstva na poměrně malé ploše. Mezi největší města patří Omsk, Surgut, Novosibirsk, Ťumeň či Tobolsk. Severně od 60° severní šířky se města nevyskytují.
Etnické složení obyvatelstva je méně pestré oproti zbytku státu: jsou zde pouze dva větší národy – Rusové a Něnci.